# 26 Andromedae
26 Andromedae (26 And), som är stjärnans Flamsteedbeteckning, är en astrometrisk dubbelstjärna belägen i den norra delen av stjärnbilden Andromeda. Den har en kombinerad skenbar magnitud på ca 6,10 och ligger nära gränsen för att vara synlig för blotta ögat där ljusföroreningar ej förekommer. Baserat på parallaxmätning inom Hipparcosuppdraget på ca 5,4 mas, beräknas den befinna sig på ett avstånd på ca 610 ljusår (ca 187 parsek) från solen. Stjärnan rör sig bort från solen med en heliocentrisk radiell hastighet av 3,3 km/s. På det beräknade avståndet minskas stjärnornas skenbara magnitud med 0,04 enheter genom en skymningsfaktor orsakad av interstellärt stoft.

## Egenskaper
Primärstjärnan 26 Andromedae A är en blå till vit stjärna i huvudserien av spektralklass B8 V. Den har en massa som är ca 3,5 gånger solens massa, en radie som är ca 3,8 gånger större än solens och utsänder ca 219 gånger mera energi än solen från dess fotosfär vid en effektiv temperatur på ca 11 900 K. Stjärnan har ett överskott av infraröd strålning som antyder att en omgivande stoftskiva med en temperatur av 75 K kretsar runt den på ett avstånd av 169,3 AE utanför stjärnan.
Följeslagaren, 26 Andromedae B, är stjärna av magnitud 9,70 separerad med 6,2 bågsekunder från primärstjärnan. Den är en stjärna i huvudserien med spektralklass F3 V som visar en oförklarlig långtidsvariation. En av komponenterna i konstellationen visar en liten fotometrisk variation med en period på 3,16 dygn. Detta kan orsakas av pulsering eller en ellipsoidal variation.